# Dichaea muricatoides
Dichaea muricatoides là một loài thực vật có hoa trong họ Lan. Loài này được Hamer & Garay mô tả khoa học đầu tiên năm 1974.